# Carlos Sevilla Dalgo
Carlos Edmundo Sevilla Dalgo (n. Atuntaqui, Ecuador, 26 de agosto de 1950) es un exfutbolista y entrenador ecuatoriano.
Ha dirigido varios clubes en su carrera y en una ocasión (1999) la Selección de Ecuador. Fue campeón ecuatoriano con Emelec en 2001 y con Deportivo Quito en 2008. Durante los años 2020 fue entrenador de Los Cuervos F.C en el Coloso de Jalupana en el Canton Mejia, Parroquia de Uyumbicho.

## Primeros años
Nació el 26 de agosto de 1950 en Natabuela (Atuntaqui), provincia de Imbabura. Sus padres fueron Alfredo Sevilla e Isabel Dalgo. Realizó sus estudios primarios en la Escuela Daniel Pasquel de Natabuela y cursó la secundaria en los colegios Abelardo Moncayo de Atuntaqui y Carlos Zambrano de Uyumbicho. Continuó su educación superior en la Universidad Central del Ecuador, donde obtuvo el título de Licenciado en Ciencias de la Educación en 1979. También estudió Derecho en la Pontificia Universidad Católica del Ecuador en 1982.

## Trayectoria

### Como jugador
Sevilla jugó como juvenil en el Deportivo Quito entre 1968 y 1970. Debutó como profesional en el mismo equipo en 1971, donde permaneció hasta 1976, con un breve paso por Técnico Universitario en 1975.

### Como entrenador
Después de su retiro como jugador, se dedicó a ser director técnico, dirigiendo clubes como Deportivo Quito, Técnico Universitario, Macará, El Nacional, Green Cross, Espoli, Liga de Quito, Emelec, Manta Fútbol Club, Barcelona Sporting Club, Deportivo Azogues e Independiente del Valle en Ecuador, Club Sportivo Cienciano en Perú y la Selección de fútbol de Ecuador.
Con Emelec fue campeón de Ecuador 2001 y subcampeón de la Copa Merconorte 2001. Con Deportivo Quito fue campeón de Ecuador 2008. También ha ganado torneos amistosos, como con la selección de Ecuador la Copa Canadá 1999 y con Cienciano la Copa El Gráfico-Perú 2005.

## Clubes

### Como jugador
| Club                                 | País    | Año       |
| ------------------------------------ | ------- | --------- |
| Sociedad Deportivo Quito             | Ecuador | 1971-1974 |
| Club Deportivo Técnico Universitario | Ecuador | 1975      |
| Sociedad Deportivo Quito             | Ecuador | 1976      |

### Como entrenador
| Club                           | País    | Año       |
| ------------------------------ | ------- | --------- |
| Sociedad Deportivo Quito       | Ecuador | 1984-1986 |
| Club Técnico Universitario     | Ecuador | 1987      |
| Macará                         | Ecuador | 1988      |
| CD El Nacional                 | Ecuador | 1989-1990 |
| Deportivo Quito                | Ecuador | 1991      |
| Green Cross                    | Ecuador | 1992-1993 |
| Espoli                         | Ecuador | 1994      |
| LDU de Quito                   | Ecuador | 1995-1996 |
| Espoli                         | Ecuador | 1997      |
| Emelec                         | Ecuador | 1997-1998 |
| Selección de fútbol de Ecuador | Ecuador | 1999      |
| Macará                         | Ecuador | 2000      |
| Emelec                         | Ecuador | 2001-2002 |
| Manta FC                       | Ecuador | 2003      |
| CD El Nacional                 | Ecuador | 2004      |
| Cienciano                      | Perú    | 2005      |
| Macará                         | Ecuador | 2005      |
| Barcelona                      | Ecuador | 2005      |
| Deportivo Azogues              | Ecuador | 2006-2007 |
| Emelec                         | Ecuador | 2007      |
| Deportivo Quito                | Ecuador | 2008      |
| Macará                         | Ecuador | 2010      |
| Deportivo Quito                | Ecuador | 2010      |
| Independiente del Valle        | Ecuador | 2011      |
| CD El Nacional                 | Ecuador | 2013      |
| Deportivo Quito                | Ecuador | 2014      |
| CD Olmedo                      | Ecuador | 2015      |
| Deportivo Quito                | Ecuador | 2015      |
| Fuerza Amarilla S.C.           | Ecuador | 2016      |
| Clan Juvenil                   | Ecuador | 2017      |

### Selección nacional
| Copa              | Sede     | Resultado     |
| ----------------- | -------- | ------------- |
| Copa América 1999 | Paraguay | Primera ronda |

## Palmarés

### Campeonatos nacionales
| Título             | Club            | País    | Año  |
| ------------------ | --------------- | ------- | ---- |
| Serie A de Ecuador | Emelec          | Ecuador | 2001 |
| Serie A de Ecuador | Deportivo Quito | Ecuador | 2008 |